# Mi a gond velem?
A Mi a gond velem? (eredeti cím: The Hottest State) 2006-ban bemutatott amerikai filmdráma, melyet saját, azonos című 1996-os regényéből Ethan Hawke írt és rendezett. A film zenéjét Jesse Harris szerezte. A főbb szerepekben Mark Webber, Catalina Sandino Moreno, Michelle Williams, Laura Linney és Ethan Hawke látható.
2006. szeptember 2-án mutatták be a Velencei Nemzetközi Filmfesztiválon, majd korlátozott számú amerikai moziban 2007. augusztus 24-én tűzték műsorra. Összességében negatív kritikákat kapott.

## Cselekmény
William, a húszéves színész életében először szerelmes lesz. Választottjával, az énekesnői karrierre vágyó Sarah-val megtapasztalja szerelmük virágzását és hanyatlását. William ennek hatására felülvizsgálja életét és kapcsolatát édesanyjával, Jessie-vel, valamint elhidegült apjával, Vince-szel.

## Szereplők
| Színész                 | Szerep          | Magyar hang   |
| ----------------------- | --------------- | ------------- |
| Mark Webber             | William Harding | Sánta László  |
| Catalina Sandino Moreno | Sarah           | Csuha Borbála |
| Michelle Williams       | Samantha        |               |
| Laura Linney            | Jesse           | Götz Anna     |
| Anne Clarke             | Jesse fiatalon  |               |
| Ethan Hawke             | Vince           | Lux Ádám      |
| Daniel Ross             | Vince fiatalon  |               |
| Alexandra Daddario      | Kim             |               |
| Cherami Leigh           | Danielle        |               |
| Glen Powell             | John Jaegerman  | Előd Álmos    |
| Sônia Braga             | Mrs. Garcia     | Borbás Gabi   |

## Bemutató és fogadtatás
A filmet öt amerikai moziban vetítették, összesen egy hónapig. Ezalatt az amerikai mozikban 31 200, a többi országban 106 ezer dolláros bevételt ért el, összbevétele 137 300 dollár lett.
Általánosságban negatív kritikákat kapott. A Rotten Tomatoes weboldalon 53 kritika alapján 32%-on áll. Az oldal szöveges összegzése szerint „a film az erős alakítások és a különleges stílusa ellenére is túl feszélyezett és hatásvadász ahhoz, hogy valóban sikeres lehessen”.

## Fordítás
- Ez a szócikk részben vagy egészben  a   The Hottest State című angol Wikipédia-szócikk fordításán alapul.  Az eredeti cikk szerkesztőit annak laptörténete sorolja fel. Ez a jelzés csupán a megfogalmazás eredetét és a szerzői jogokat jelzi, nem szolgál a cikkben szereplő információk forrásmegjelöléseként.